# Dionay
Dionay är en kommun i departementet Isère i regionen Auvergne-Rhône-Alpes i sydöstra Frankrike. Kommunen ligger i kantonen Saint-Marcellin som tillhör arrondissementet Grenoble. År 2018 hade Dionay 114 invånare.

## Befolkningsutveckling
Antalet invånare i kommunen Dionay
Referens:INSEE